# Shire of Woodanilling
Shire of Woodanilling is een lokaal bestuursgebied (LGA) in de regio Great Southern in West-Australië. Shire of Woodanilling telde 448 inwoners in 2021. De hoofdplaats is Woodanilling.

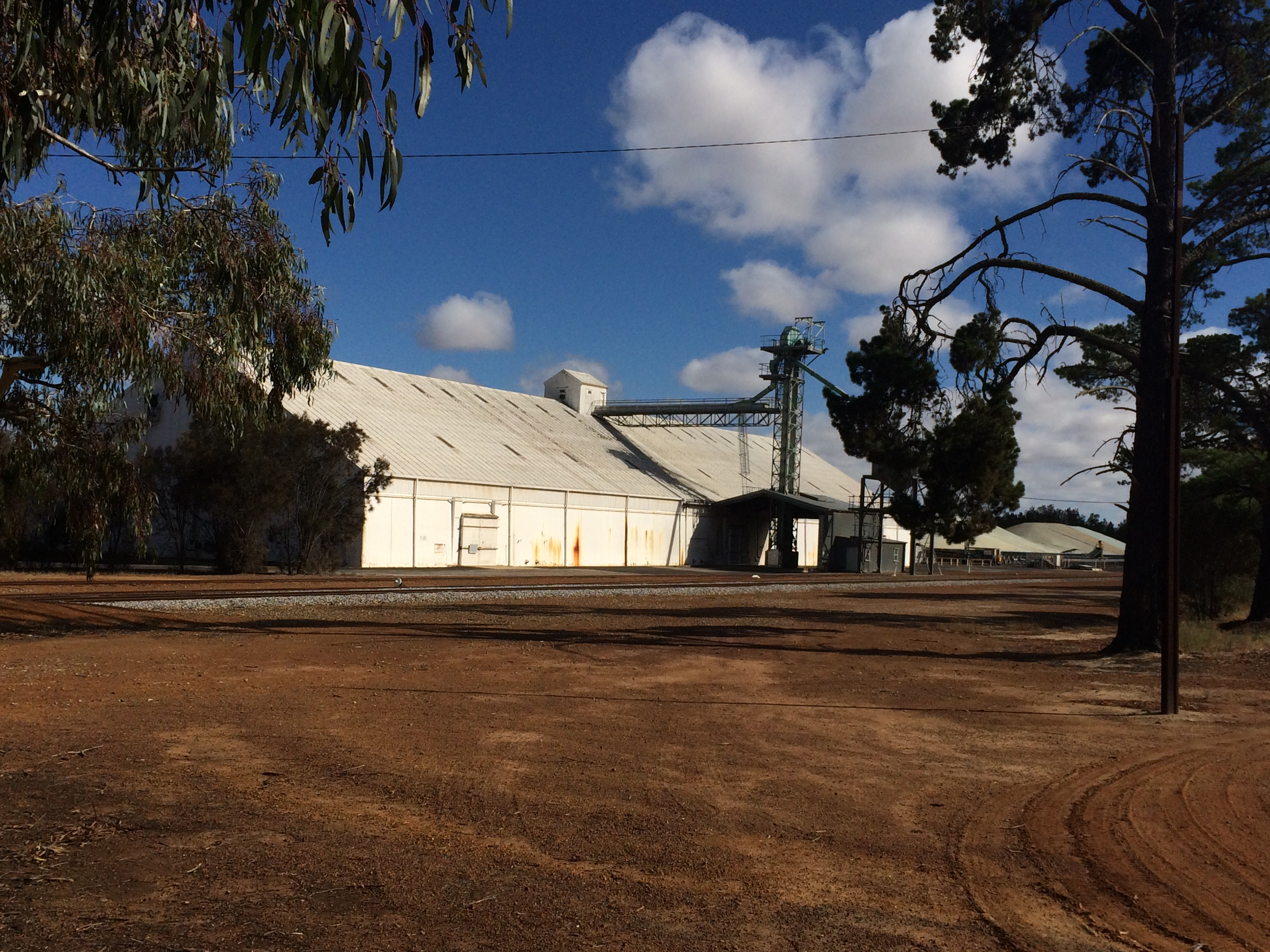
Graanopslag CBH Group in Woodanilling

## Geschiedenis
Het Woodanilling Road District werd op 2 februari 1906 opgericht. Op 23 juni 1961 veranderde het van naam in de Shire of Woodanilling.

## Beschrijving
Shire of Woodanilling is een 1.129 vierkante kilometer groot landbouwdistrict waar voornamelijk graan en schapen worden geteeld. Het ligt 250 kilometer ten zuidoosten van de West-Australische hoofdstad Perth. Er ligt ongeveer 85 kilometer verharde en 450 kilometer onverharde weg. In 2021 telde het district 448 inwoners. Voor water hangt het district van de 'Harris River Dam' af en voor elektriciteit van het 'Muja Power Station'.

## Plaatsen, dorpen en lokaliteiten
- Woodanilling
- Beaufort River
- Boyerine
- Cartmeticup
- Glencoe
- Kenmare Westwood

## Bevolking
| Jaar | Bevolkingsaantal |
| ---- | ---------------- |
| 1911 | 614              |
| 1921 | 639              |
| 1933 | 671              |
| 1947 | 697              |
| 1954 | 718              |
| 1961 | 639              |
| 1966 | 580              |
| 1971 | 529              |
| 1976 | 447              |
| 1981 | 461              |
| 1986 | 435              |
| 1991 | 391              |
| 1996 | 354              |
| 2001 | 394              |
| 2006 | 418              |
| 2011 | 419              |
| 2016 | 409              |
| 2021 | 448              |